# Sillé-le-Guillaume
Sillé-le-Guillaume és un municipi francès situat al departament del Sarthe i a la regió de País del Loira. L'any 2007 tenia 2.358 habitants.

## Demografia

### Població
El 2007 la població de fet de Sillé-le-Guillaume era de 2.358 persones. Hi havia 1.074 famílies de les quals 476 eren unipersonals (139 homes vivint sols i 337 dones vivint soles), 348 parelles sense fills, 207 parelles amb fills i 43 famílies monoparentals amb fills.
La població ha evolucionat segons el següent gràfic:
Habitants censats

### Habitatges
El 2007 hi havia 1.385 habitatges, 1.097 eren l'habitatge principal de la família, 80 eren segones residències i 208 estaven desocupats. 1.058 eren cases i 287 eren apartaments. Dels 1.097 habitatges principals, 620 estaven ocupats pels seus propietaris, 454 estaven llogats i ocupats pels llogaters i 23 estaven cedits a títol gratuït; 63 tenien una cambra, 104 en tenien dues, 219 en tenien tres, 336 en tenien quatre i 375 en tenien cinc o més. 665 habitatges disposaven pel capbaix d'una plaça de pàrquing. A 512 habitatges hi havia un automòbil i a 282 n'hi havia dos o més.

### Piràmide de població
La piràmide de població per edats i sexe el 2009 era:
| Homes | Edats   | Dones |
| ----- | ------- | ----- |
| 0     | 95 o +  | 16    |
| 12    | 90 a 94 | 48    |
| 44    | 85 a 89 | 60    |
| 60    | 80 a 84 | 76    |
| 48    | 75 a 79 | 116   |
| 56    | 70 a 74 | 100   |
| 72    | 65 a 69 | 84    |
| 60    | 60 a 64 | 80    |
| 48    | 55 a 59 | 20    |
| 68    | 50 a 54 | 80    |
| 72    | 45 a 49 | 52    |
| 88    | 40 a 44 | 92    |
| 76    | 35 a 39 | 76    |
| 48    | 30 a 34 | 60    |
| 112   | 25 a 29 | 92    |
| 40    | 20 a 24 | 80    |
| 72    | 15 a 19 | 128   |
| 56    | 10 a 14 | 76    |
| 60    | 5 a 9   | 68    |
| 44    | 0 a 4   | 64    |

## Economia
El 2007 la població en edat de treballar era de 1.300 persones, 918 eren actives i 382 eren inactives. De les 918 persones actives 824 estaven ocupades (450 homes i 374 dones) i 94 estaven aturades (44 homes i 50 dones). De les 382 persones inactives 153 estaven jubilades, 90 estaven estudiant i 139 estaven classificades com a «altres inactius».

### Ingressos
El 2009 a Sillé-le-Guillaume hi havia 1.069 unitats fiscals que integraven 2.203,5 persones, la mediana anual d'ingressos fiscals per persona era de 15.830 €.

### Activitats econòmiques
Dels 176 establiments que hi havia el 2007, 2 eren d'empreses extractives, 8 d'empreses alimentàries, 2 d'empreses de fabricació de material elèctric, 1 d'una empresa de fabricació d'elements pel transport, 7 d'empreses de fabricació d'altres productes industrials, 14 d'empreses de construcció, 33 d'empreses de comerç i reparació d'automòbils, 7 d'empreses de transport, 19 d'empreses d'hostatgeria i restauració, 2 d'empreses d'informació i comunicació, 14 d'empreses financeres, 25 d'empreses de serveis, 23 d'entitats de l'administració pública i 19 d'empreses classificades com a «altres activitats de serveis».
Dels 51 establiments de servei als particulars que hi havia el 2009, 1 era una oficina d'administració d'Hisenda pública, 1 gendarmeria, 1 oficina de correu, 7 oficines bancàries, 2 funeràries, 3 tallers de reparació d'automòbils i de material agrícola, 1 taller d'inspecció tècnica de vehicles, 2 autoescoles, 3 paletes, 3 guixaires pintors, 2 fusteries, 2 lampisteries, 2 electricistes, 5 perruqueries, 4 veterinaris, 8 restaurants, 1 agència immobiliària, 2 tintoreries i 1 saló de bellesa.
Dels 15 establiments comercials que hi havia el 2009, 1 era una gran superfície de material de bricolatge, 2 botiges de menys de 120 m², 4 fleques, 3 carnisseries, 1 una botiga d'equipament de la llar, 1 una sabateria, 1 una joieria i 2 floristeries.
L'any 2000 a Sillé-le-Guillaume hi havia 13 explotacions agrícoles que ocupaven un total de 539 hectàrees.

## Equipaments sanitaris i escolars
El 2009 hi havia 1 hospital de tractaments de mitja durada (seguiment i rehabilitació), 1 un hospital de tractaments de llarga durada, 2 farmàcies i 1 ambulància.
El 2009 hi havia 1 escola maternal i 2 escoles elementals. A Sillé-le-Guillaume hi havia 2 col·legis d'educació secundària i 1 liceu d'ensenyament general. Als col·legis d'educació secundària hi havia 490 alumnes i als liceus d'ensenyament general 262.

## Poblacions més properes
El següent diagrama mostra les poblacions més properes.